# کاساهارا یوکیئو
کاساهارا یوکیئو (انگلیسی: Yukio Kasahara; ۶ نوامبر ۱۸۸۹ – ۲ ژانویهٔ ۱۹۸۸) ژنرال نیروی زمینی امپراتوری ژاپن در جنگ دوم چین و ژاپن بود.